# Autobus di Malta

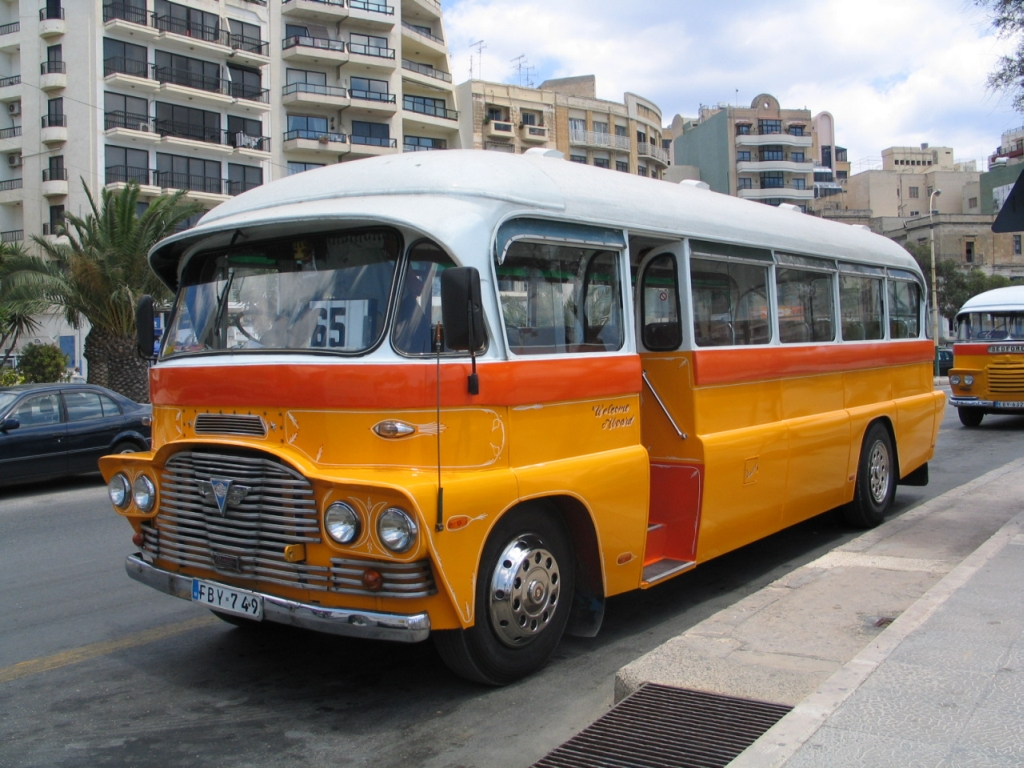
Un classico autobus maltese

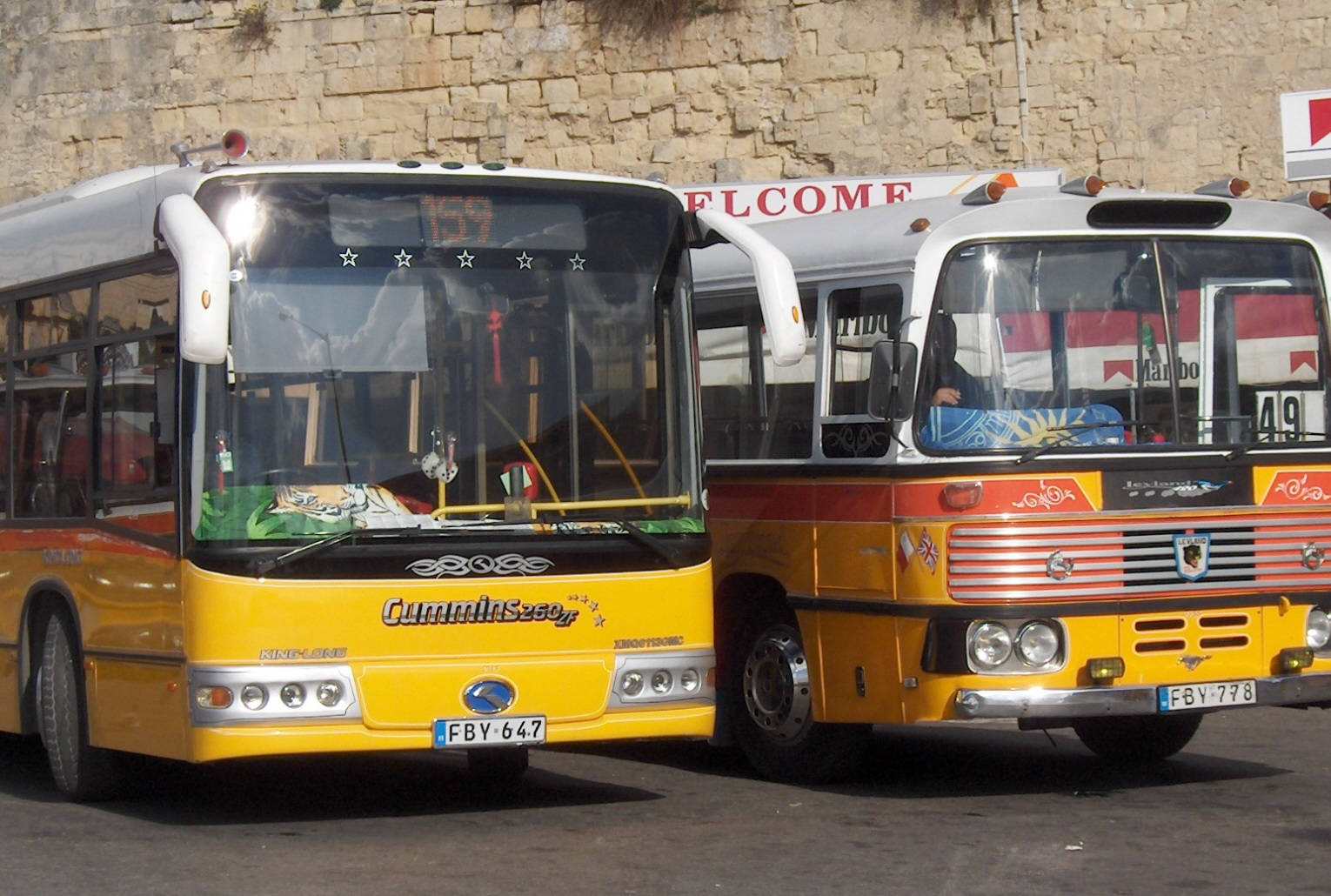
Autobus di Malta di tipo vecchio e nuovo

Gli autobus di Malta (xarabank, karozza tal-linja) hanno rappresentato fino a tempi recenti, non solo un mezzo di trasporto pubblico sull'isola di Malta, ma anche una delle principali attrattive turistiche dell'arcipelago.
Ciò era dovuto all'aspetto unico dei veicoli, derivante dalla consuetudine di elaborarli dal punto di vista estetico presso le officine locali, unito al fatto che molto spesso i mezzi erano di proprietà del conducente.
A partire dal 3 luglio 2011 e fino al 31 dicembre 2013 la rete di trasporti è stata presa in concessione dalla società Arriva che ha intrapreso un radicale ammodernamento del parco veicoli.

## Storia

### Il sistema degli autobus maltesi tra il 1920 e il 2011

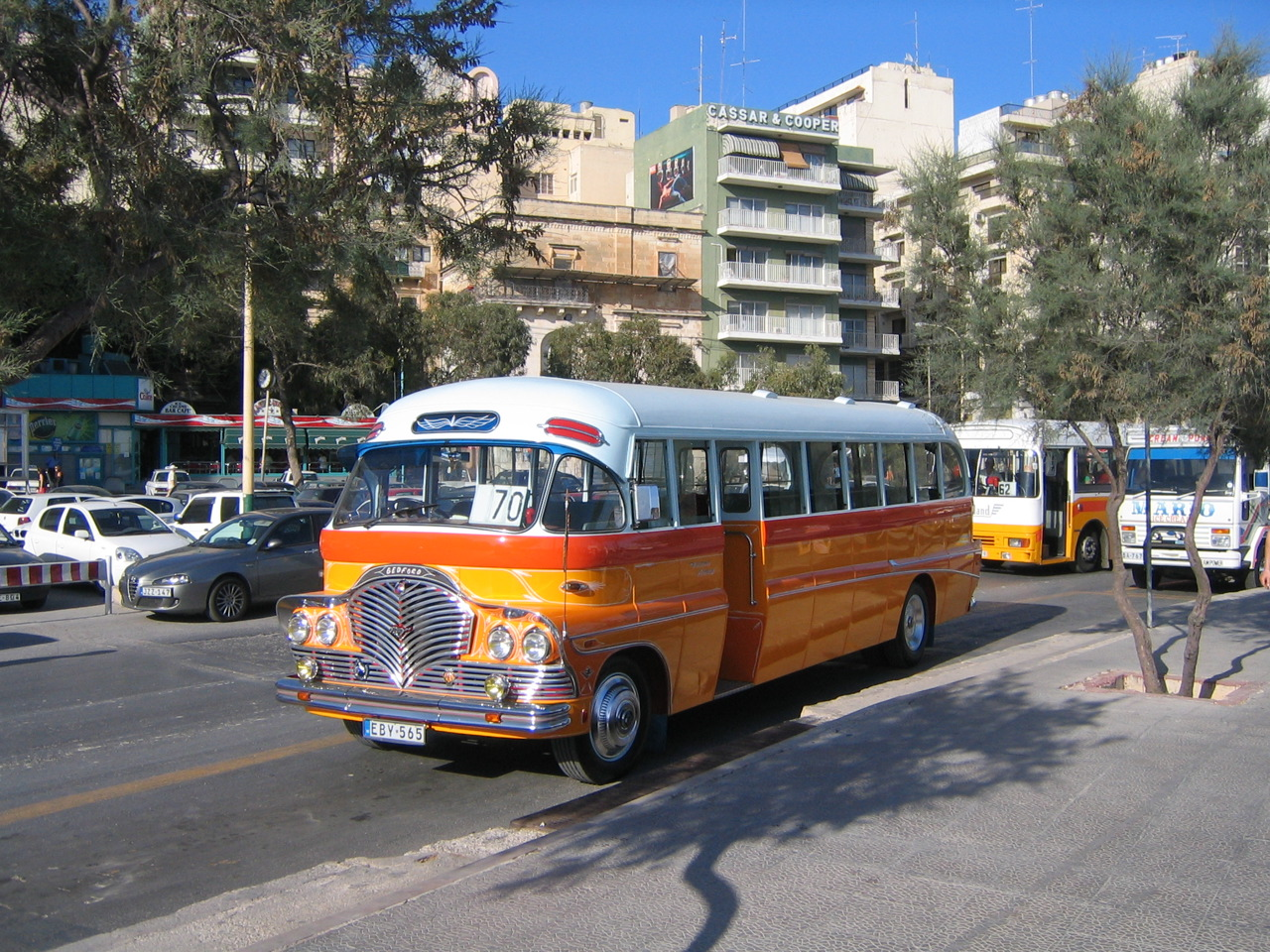
Le brillanti cromature di un bus di Malta

I primi autobus furono importati a Malta a partire dal 1905. 
Dall'importazione di veicoli completi si passò, a partire dal 1920 circa, ad assemblare in loco telai e motori di provenienza prevalentemente britannica ma anche italiana con carrozzerie di produzione locale.
All'epoca, la concorrenza tra le varie compagnie private di trasporto, spesso molto piccole, formate come erano da un mezzo di proprietà del suo conducente che condivideva una linea a diversi orari con altri "padroncini", era molto forte e uno dei modi per distinguersi tra gli altri era di elaborare le carrozzerie in modo vistoso.
Questo sistema rimase in piedi fino ai primi anni '70, quando il trasporto pubblico fu centralizzato in una cooperativa di proprietari, l'Assoċjazzjoni Trasport Pubbliku (ATP), in inglese Public Transport Association. 
Questa associazione divenne responsabile della gestione centralizzata dei servizi di trasporto addivenendo alla creazione di una tabella oraria unificata ma non intervenne nella proprietà o nella decorazione degli autobus.
Sebbene popolare tra i turisti il sistema dei trasporti maltese non era molto apprezzato tra la popolazione locale che lo considerava inefficiente e inquinante e con conducenti scortesi e imprudenti.
Ciò contribuì all'incremento del trasporto con auto private.

### Il sistema degli autobus maltesi dal 3 luglio 2011 al 31 dicembre 2013

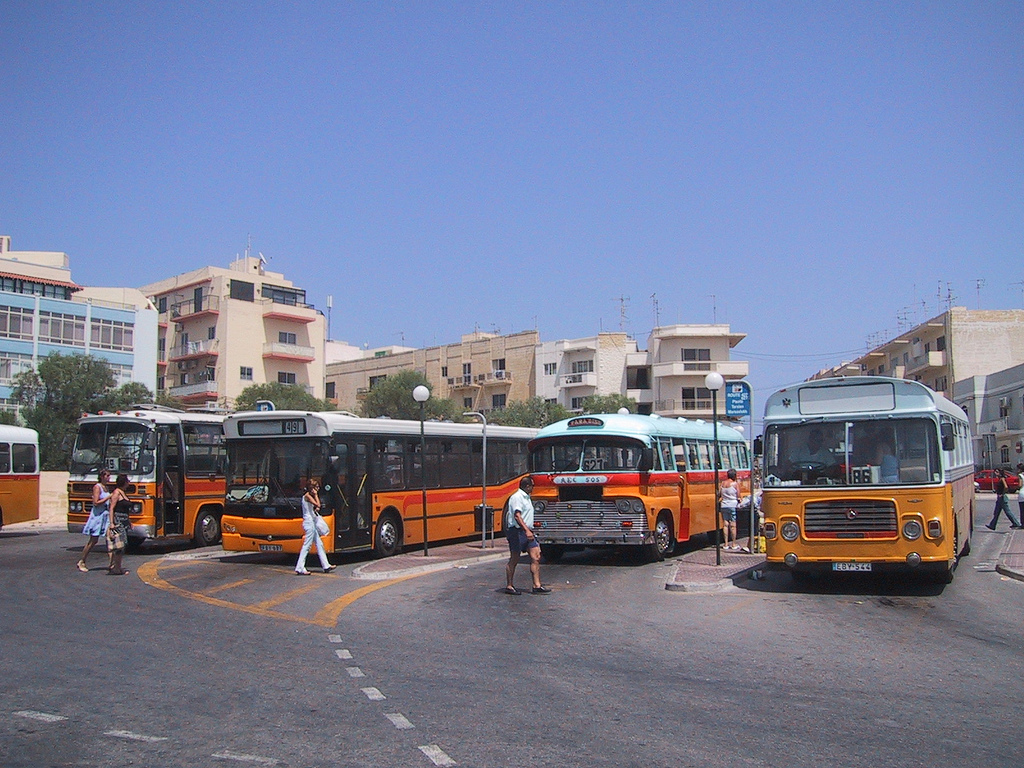
Bus maltesi al terminal di Bugibba. da sinistra a destra: un bus Bedford/Duple Dominant, un moderno bus BMC Falcon, un classico bus Leyland Comet/Aqualina e un bus Bristol/ECW

Un'importante ristrutturazione del servizio di bus a Malta ha avuto luogo a partire dal 3 luglio 2011. 
La rete è stata rilevata dalla Società britannica Arriva, con l'introduzione di nuovi autobus a pianale ribassato e di nuove strutture di servizio.
Anche le tariffe sono cambiate in modo notevole.
All'inizio degli anni 2000 la compagnia inglese, con la consulenza della società Halcrow Group Limited, era stata incaricata di valutare il sistema dei bus di Malta. 
Nel novembre 2005 era stata rilasciata una relazione molto critica del modello esistente che aveva prodotto un utilizzo sempre più basso degli autobus con un calo del 50% nel numero di passeggeri tra il 1979 e il 2009.
I progetti di riforma sono stati annunciati nel dicembre 2008 concretizzando la prima ristrutturazione delle linee di autobus a Malta dal 1977. 
Secondo le norme dell'Unione europea, il diritto di gestire la nuova rete non poteva essere trasferita direttamente alla ATP, anche se il Governo maltese era esentato dall'obbligo di indire una gara per l'appalto.
Ciò ha provocato la fine del modello "proprietario/gestore" sovvenzionato dallo Stato, che nel 2009 si era attestato ad avere in servizio 508 autobus ciascuno con una età media di 35 anni, gestiti da oltre 400 concessionari indipendenti.
La nuova flotta controllata da Arriva si compone invece di 264 autobus, di cui 2 autobus di sette metri per i percorsi tra le mura di La Valletta, 61 autobus di nove metri di cui 10 autobus elettrici ibridi per il servizio con i parcheggi scambiatori e nelle vie di alcuni villaggi selezionati (Mater Dei-Ta 'Qali, Paola-Xghajra-Paola), 153 autobus da dodici metri, e 46 autobus articolati per percorsi verso l'aeroporto Malta International Airport e lungo le direttrici principali, come quelli verso Sliema, e i terminal dei traghetti.
Il nuovo sistema ha aumentato il numero dei posti a sedere disponibili sugli autobus da 6 600 a 20 500, e portato il numero di fermate degli autobus a Malta a 850 più altre 120 a Gozo.
I principali vantaggi che sono derivati da questo radicale cambiamento sono stati illustrati alla popolazione nel dicembre 2010.
1. 3,5 milioni di Euro in meno ogni anno di sussidi da parte del governo di Malta.
2. Servizio bus a Gozo per tutto il giorno, 7 giorni alla settimana.
3. Una sola tariffa per ogni destinazione.
4. Tariffe settimanali scontate per i residenti.
5. Nuovi autobus (per il 70% della flotta).
6. Tutti gli autobus equipaggiati con i meno inquinanti motori Euro V.
7. Emissioni di inquinanti complessivamente inferiori.
8. Autobus pienamente accessibili per tutti.
9. Aria condizionata e telecamere a circuito chiuso su tutti gli autobus.
10. Percorsi più numerosi, e con una maggiore frequenza.
11. Capilinea più numerosi, e più stazioni di interscambio.
12. Più ore di servizio su tutti i percorsi.
13. Servizio notturno.
14. Riduzione dei tempi di attesa per tutti i percorsi.
15. Tabelle elettroniche e tempi di arrivo degli autobus con avviso a distanza alle fermate.
16. Più informazioni sugli autobus e alle fermate degli autobus.
17. Più occupazione.
18. Più disciplina.
19. Autisti addestrati meglio.
20. Livrea degli autobus unificata di colore acquamarina.

Il parco autobus di allora era composto da autobus Mercedes-Benz Citaro G Euro V dello stesso tipo di quelli che la Arriva utilizza a Londra, nonché di vari mezzi comprati nuovi o presi in prestito da varie località britanniche.
Alcuni dei più nuovi autobus dalla precedente gestione sono stati mantenuti anche nel nuovo sistema. 
La rete riceve un sussidio di circa 6 milioni di euro all'anno. 
I passeggeri in possesso di carta d'identità maltese hanno una riduzione del 40% del prezzo dei loro biglietti grazie ad apposite tariffe agevolate, mentre i possessori di carta identità straniera (compresi i turisti) pagano la tariffa piena non scontata.
Tale pratica ha indotto la Commissione europea ad avviare un'inchiesta, poiché l'articolazione dei prezzi a più livelli viola le leggi UE sulla discriminazione.
L'inizio del servizio svolto da Arriva, avvenuto il 3 luglio 2011, è stato segnato da numerosi inconvenienti tra cui bus che partivano in ritardo e che non riuscivano a coprire i turni, tutto ciò è stato causato soprattutto dall'assenza di oltre settanta conducenti che erano per lo più gli stessi del precedente sistema.
Ciò ha portato ad alcune manifestazioni di protesta presso il nuovo capolinea degli autobus di Valletta e alle altre principali fermate in tutta Malta.
Durante la prima settimana del nuovo sistema, fino a 180 conducenti, la maggior parte dei quali avevano già lavorato sulla vecchia rete, non si sono presentati ai loro turni, 
poiché il ricorso da parte di Arriva ai turni a rotazione non era contemplato dalle condizioni contrattuali. 
Le loro azioni hanno ricevuto molte critiche, come quelle del politico Emanuel Delia che ha accusato i conducenti di tentare di sabotare il servizio, affinché il nuovo sistema fosse abbandonato. 
Arriva ha reagito trasferendo temporaneamente settanta conducenti dal Regno Unito e addestrando ulteriori conducenti maltesi per supplire i dipendenti mancanti. Alcuni servizi sono stati anche affidati in subappalto ad altre società.
Finalmente un nuovo modello di turnazione è entrato in vigore alla fine di luglio 2011. 
Una serie di modifiche alle nuove rotte in risposta alle critiche sono state annunciate il 23 luglio 2011 e attuate tra luglio e ottobre dello stesso anno.
Nell'agosto 2011, Arriva riconosce il sindacato Unione generale dei lavoratori come rappresentante dei suoi dipendenti nel Paese. 
Ulteriori modifiche che hanno interessato 112 itinerari sono state attuate a partire dal mese di ottobre, dopo essere state annunciate dal ministro dei trasporti Austin Gatt, tra cui l'introduzione di più autobus per La Valletta e il Mater Dei Hospital.
Arriva, tuttavia, non è riuscita a raggiungere l'obiettivo di un servizio soddisfacente e redditizio (salvo sull'isola di Gozo, dove i residenti apprezzarono il servizio di Arriva), tanto che a fine dicembre 2013 aveva accumulato perdite per 50 milioni di Euro in soli due anni e mezzo di attività.
Fu particolare la storia dei mezzi Mercedes-Benz Citaro G ex Londra, i quali erano troppo grandi per molte strade dell'isola, che causarono diversi incidenti stradali e ingorghi in tutta l'isola. Arriva fu costretta a ritirarli dal servizio nell'agosto 2013 a seguito di vari incendi a mezzi avvenuti nei due giorni antecedenti. Un'indagine condotta dai meccanici di Transport Malta portò alla luce un problema alla valvola di raffreddamento dei mezzi, problematica mai notata a Londra. In seguito al loro ritiro (e conseguente sequestro da parte di Transport Malta), Arriva si ritrovò con 81 mezzi in meno, dovendo pagare di tasca propria gli operatori privati per garantire un pieno servizio. 
I Mercedes-Benz Citaro G vennero accantonati all'interno del park and ride di Floriana, oggi deposito principale di Malta Public Transport, fino al 2015, e vennero poi spostati in un'area privata di San Gwann, dove vennero successivamente demoliti.

### Malta Public Transport Services Limited (dal 1º gennaio 2014)

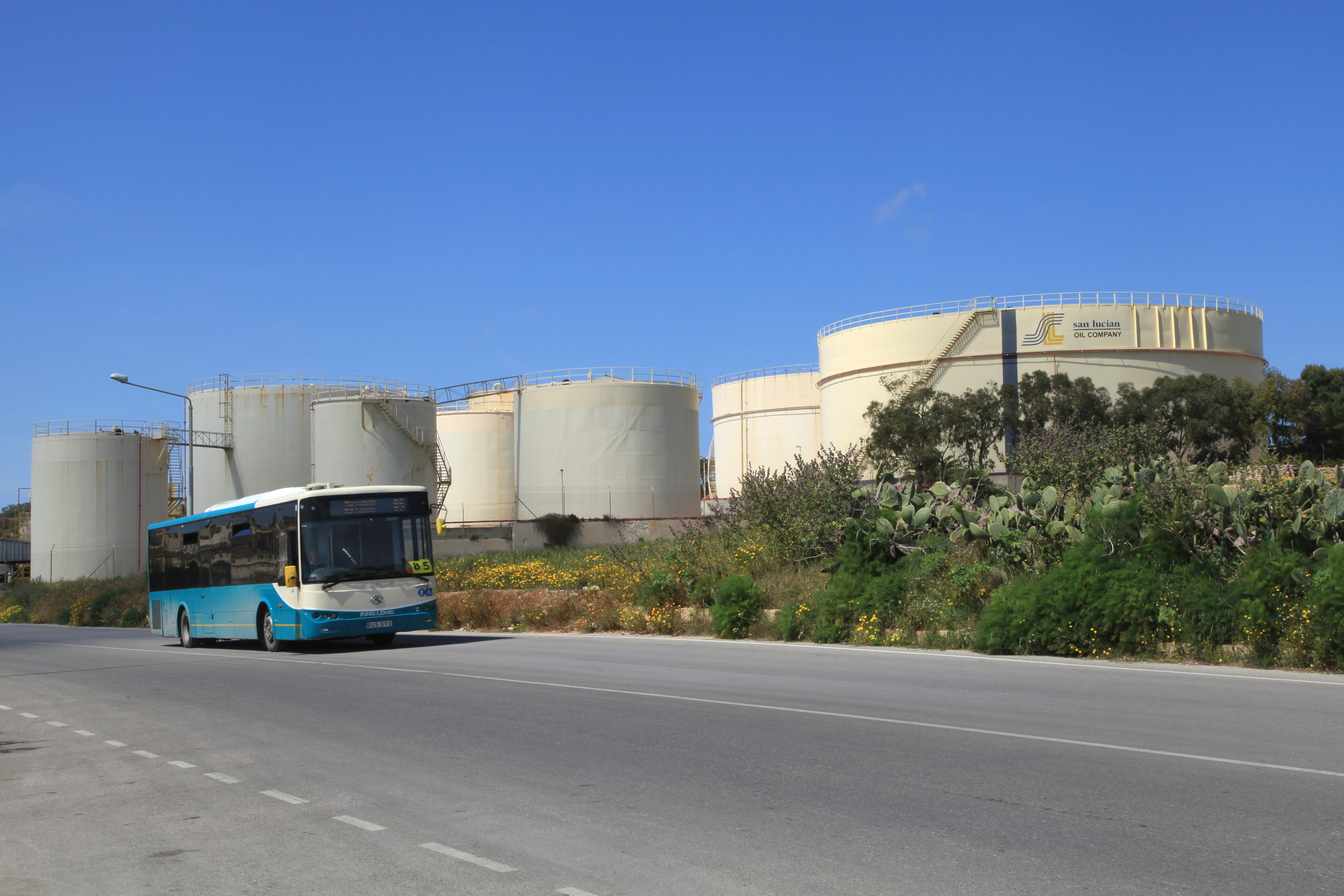
Un autobus della Malta Public Transport a Birżebbuġa nel 2014. Il bus mantiene la livrea Arriva ma con il logo e il nome rimossi.

Il 1º gennaio 2014 la Arriva ha cessato la sua attività a Malta dopo che il governo maltese ha rinazionalizzato la rete di trasporti pubblici con il nome di Malta Public Transport con l'intenzione di procedere alla privatizzazione non appena fosse stato trovato un nuovo operatore privato.
Inizialmente gli autobus, i percorsi, la livrea e i biglietti sono rimasti gli stessi della Arriva, ma presto il logo Arriva sugli autobus è stato rimosso. 
Sono stati introdotti nuovi biglietti con il nome della nuova società, e ci sono stati alcuni cambiamenti minori ai percorsi. 
Entro l'aprile 2014, tre società avevano presentato offerte per operare il servizio di autobus: la spagnola Autobuses Urbanos de León, e le maltesi Gozo First e Island Buses Malta.
Nel maggio 2014 sono arrivati, per conto del rivenditore britannico Dawson's Rentals, a Malta undici nuovi autobus come prima parte di una nuova flotta di quarantacinque autobus che operano per la Malta Public Transport.
Sono stati messi in servizio nel giugno 2014, e sono dipinti di bianco con un piccolo logo della Malta Public Transport.
Ai primi di ottobre 2014 il governo ha scelto come gestore del servizio trasporto su gomma la Società Autobuses Urbanos de León, e anche se l'accordo deve ancora essere pienamente determinato e firmato, è previsto che esso sia operativo nel gennaio 2015.
Diventato operativo, Autobuses Urbanos de Leon cominciò un'ingente campagna di rimodellamento dei servizi e delle tariffe, grazie all'emissione della Tallinja Card, una tessera nominale a credito creata su modello della londinese Oyster Card, disponibile per adulti, bambini (fino a 11 anni), studenti e residenti di Gozo. Mediante essa, le tariffe che i titolari pagano per due ore di validità sono €0.75/2h. 
Nell'agosto e settembre 2015, furono consegnati a Malta 143 nuovi mezzi Otokar Vectio C prodotti in Turchia, ampliando così sostanzialmente la flotta. 
Successivamente, a dicembre 2015, il servizio fu completamente rimodellato, con nuove linee in servizio e modifica a vari servizi esistenti, creando più collegamenti all'interno dell'isola. In particolare, il terminal bus di Mater Dei venne spostato all'Università di Malta, ma tale decisione si rivelò fallimentare a causa del crescente ingorgo stradale in quelle fermate, riportando quindi il capolinea a Mater Dei.
Nel 2016, arrivò inoltre la prima consegna di mezzi Otokar Kent C, un lotto di 33 mezzi. Vennero anche introdotte per la stagione estiva le linee Tallinja Direct (numerate col prefisso TDxx); le quali collegano Sliema, St Julians e Bugibba con le principali località balneari di Malta. Tali linee vennero riproposte anche l'anno seguente, diventando però linee permanenti (e non limitate alla stagione estiva) fino al 2020. 
Nel 2017 e 2019 arrivarono altre forniture di mezzi Otokar Kent C portando il totale dei mezzi a 101. 
La pandemia di Covid-19 a Malta portò la compagnia a limitare il numero di passeggeri a bordo dei bus con il numero massimo di posti a sedere. Successivamente, nel maggio 2020 venne introdotto l'obbligo di indossare la mascherina. La frequenza è stata anche abbassata. In compenso, altri 50 veicoli Otokar Kent C sono stati consegnati nel 2020.

## Conservazione degli esemplari tradizionali
L'organizzazione Heritage Malta, dopo la ristrutturazione della rete di autobus nel 2011, ha acquistato novanta autobus classici che attualmente sono in fase di restauro per riportarli al loro stato originale preservando le loro modifiche personalizzate. 
Questo sforzo è stato aiutato da esperti locali con molte parti fornite dai precedenti proprietari dei veicoli. 
Una volta terminato il restauro è previsto che questi bus siano esposti in un costituendo museo del patrimonio industriale maltese. 
Le Poste di Malta hanno emesso una serie di 20 francobolli per commemorare il ritiro del servizio dei bus tradizionali di Malta il 2 luglio 2011, il giorno prima della ristrutturazione. 
I francobolli mostrano gli autobus maltesi nei diversi colori che si sono succeduti nelle varie epoche.